# Liceia
Liceia is een plaats (freguesia) in de Portugese gemeente Montemor-o-Velho en telt 1359 inwoners (2001).